# Eaton (Ohio)
Eaton település az Amerikai Egyesült Államok Ohio államában, Preble megyében, melynek megyeszékhelye is. Lakosainak száma 8375 fő (2020. április 1.).

## Népesség
A település népességének változása:

| 2010 | 8 407 |
| 2020 | 8 375 |